# Cravant (Loiret)
Cravant è un comune francese di 949 abitanti situato nel dipartimento del Loiret nella regione del Centro-Valle della Loira.

## Società

### Evoluzione demografica
Abitanti censiti